# 晩成温泉

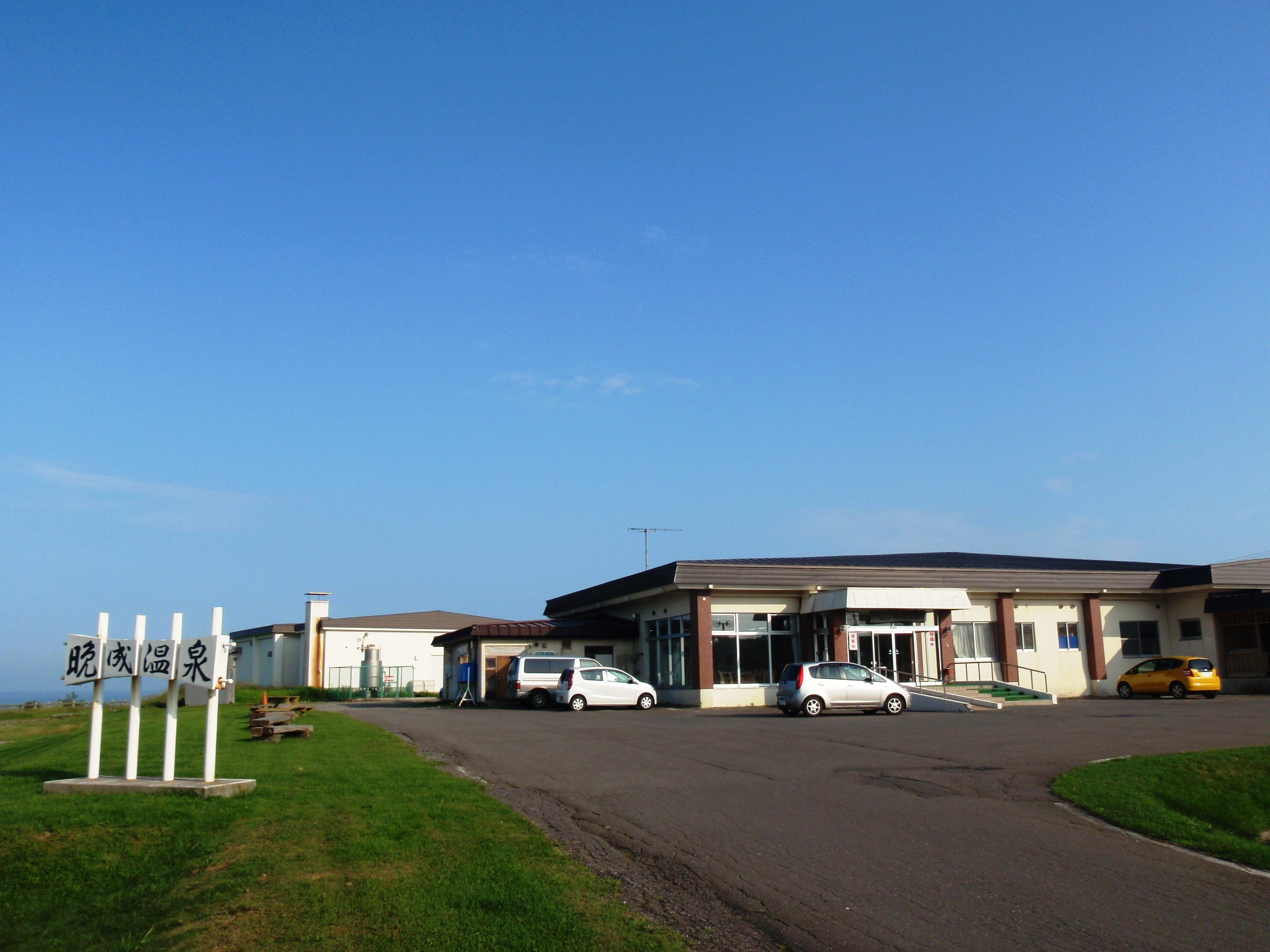
外観

晩成温泉（ばんせいおんせん）は、北海道東部の太平洋岸の晩成海岸付近に作られた温泉施設である。温泉成分中にヨウ素が高濃度に含有されている事で知られる。

## 泉質
晩成温泉は塩化物泉の中でも、ナトリウム塩化物泉であり、塩味を感ずる。日本列島において塩化物泉はありふれた泉質ながら、ヨウ素イオンを高濃度で含有する点において、晩成温泉の泉質は特異である。例えば、千葉県内のヨウ素の生産に使用する鉱泉でも、ヨウ素イオンの含有率は1 ppm以下であり、晩成温泉の源泉がヨウ素イオンを12.2 ppm含有しているという数値は、非常に高いと言える。また、その他の溶存成分の含有濃度も比較的高く、浸透圧で分類した場合でも「高張性」と分類される。液色は黄褐色を帯びているものの透明であり、わずかに鉱物油のようなニオイを有する。なお、源泉の温度は18.0 ℃と低いため、冷鉱泉に分類され、そのpHは7.8である。

## 温泉地

### 浴場
住所は北海道広尾郡大樹町晩成で、大樹町営の日帰り入浴施設が1軒有る。ただし、付設のコテージでの宿泊は可能である。晩成温泉は自噴式の温泉ではなく、ポンプを使用して310 (L/分)の水量を確保している。源泉の温度は18.0 ℃と低いため加温した上で、循環させて適宜濾過を行いながら浴槽へと供している。内風呂のみだが、ガラス張りの浴室からは太平洋が望める。正月だけは例年、日の出前に営業を開始しているため、天候が良ければ浴室から御来光を見られる。

### 周辺
晩成温泉は、ホロカヤントウ沼と生花苗沼との間に位置し、いずれの沼の周辺も原生花園として知られる。また、近隣に晩成温泉キャンプ場が有る。なお、晩成温泉から最も近い国道である国道336号にはナウマン象ほぼ1体分の骨格化石が日本国内で初めて発掘された場所に比較的近いため、ナウマン国道の愛称が付けられている。

### アクセス
帯広広尾自動車道の忠類ICから約20 kmの位置で、最終的に北海道道881号で温泉施設へ向かう。忠類ICからは、自動車で約25分を要する。

## 歴史
- 1980年7月 - 開湯。
- 2004年 - 産業技術総合研究所の調査により、温泉成分中に高濃度のヨウ素を含有する事が判明した[3]。
- 2018年1月16日 - 管理人室より出火し1月20日まで休業。その後1月21日から1月31日まで入浴料を無料とする措置を取った[5]。